# Elfstedentocht

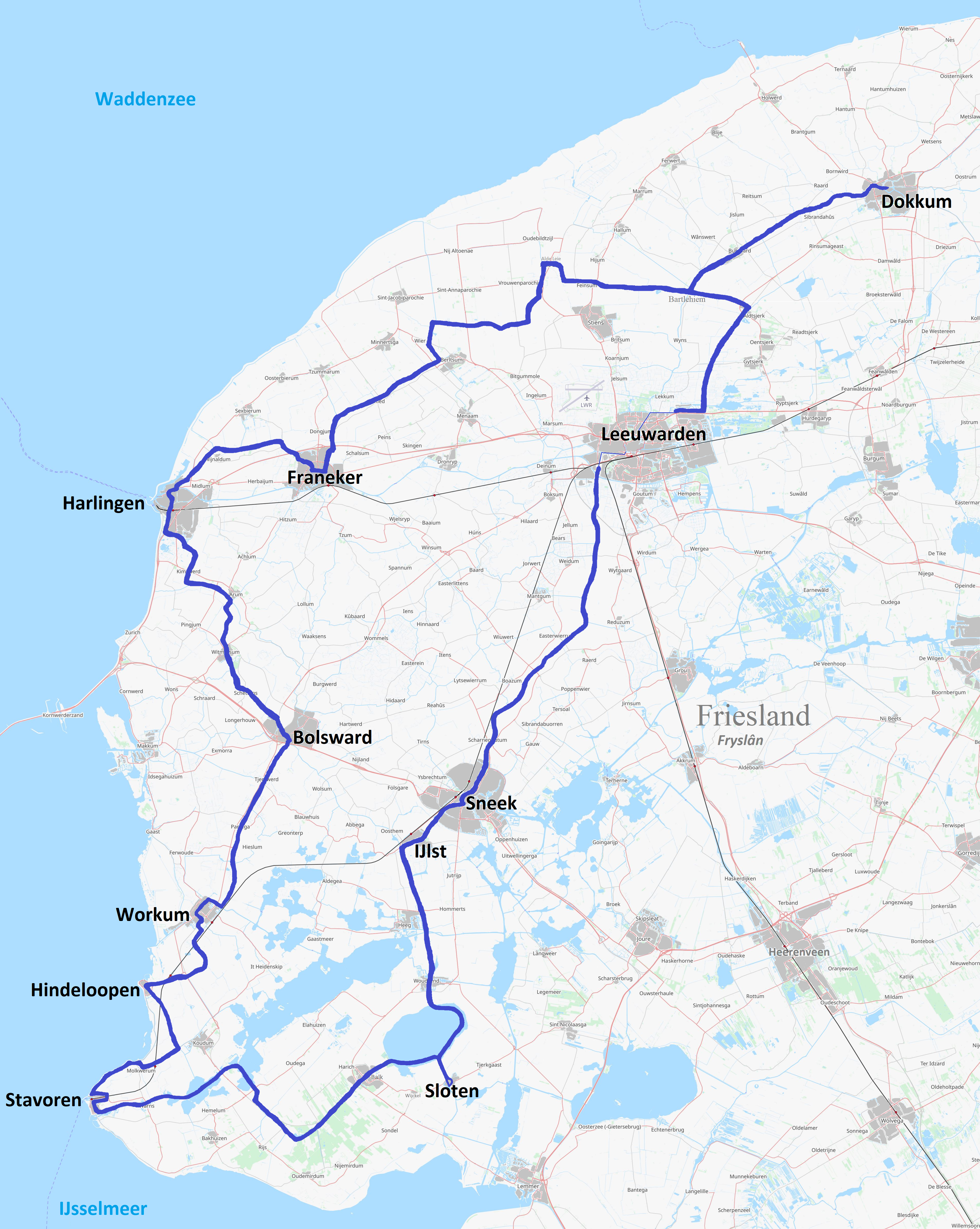
La carte du parcours de l'Elfstedentocht.

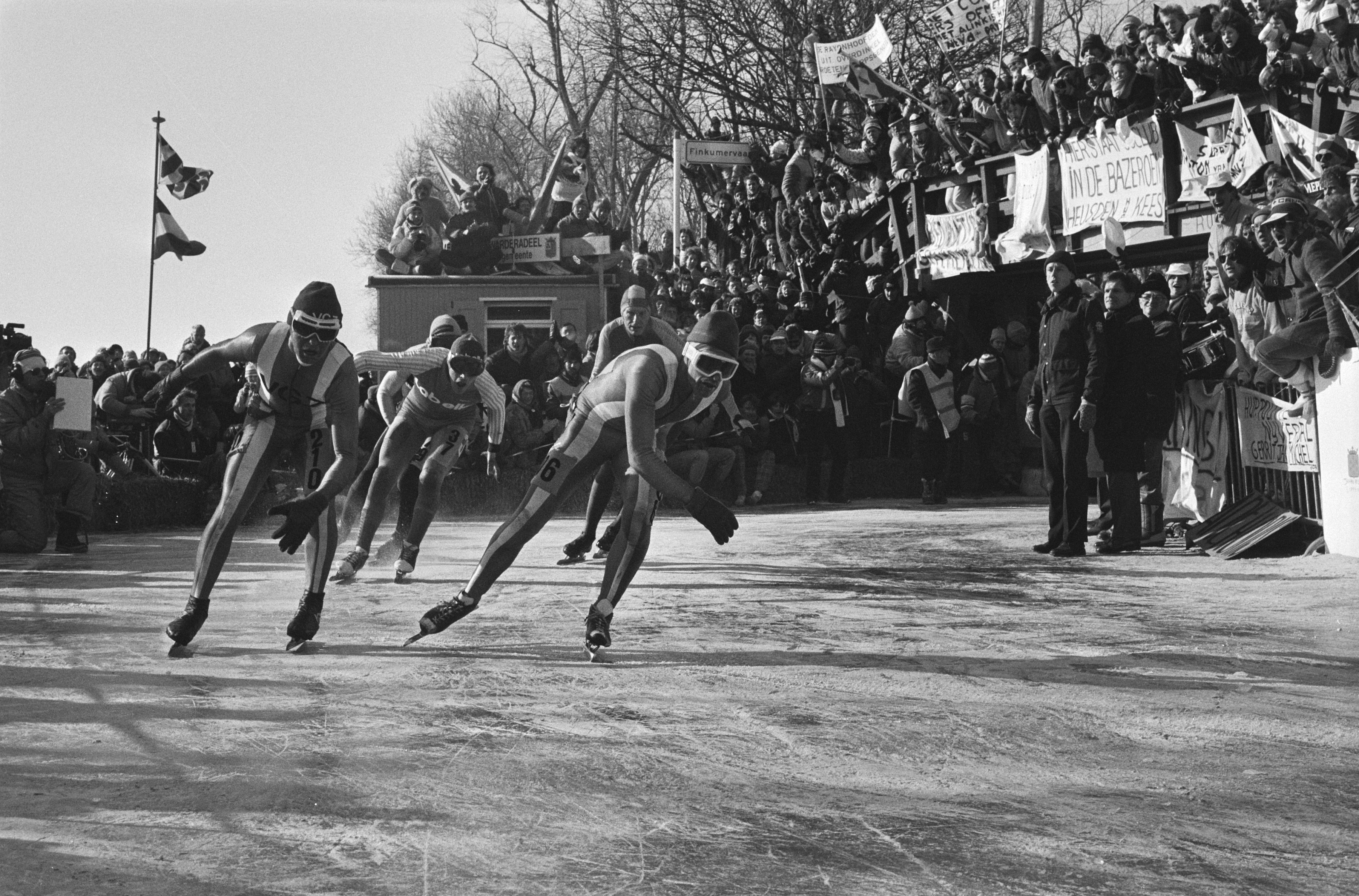
Patineurs lors de l'édition de 1986.

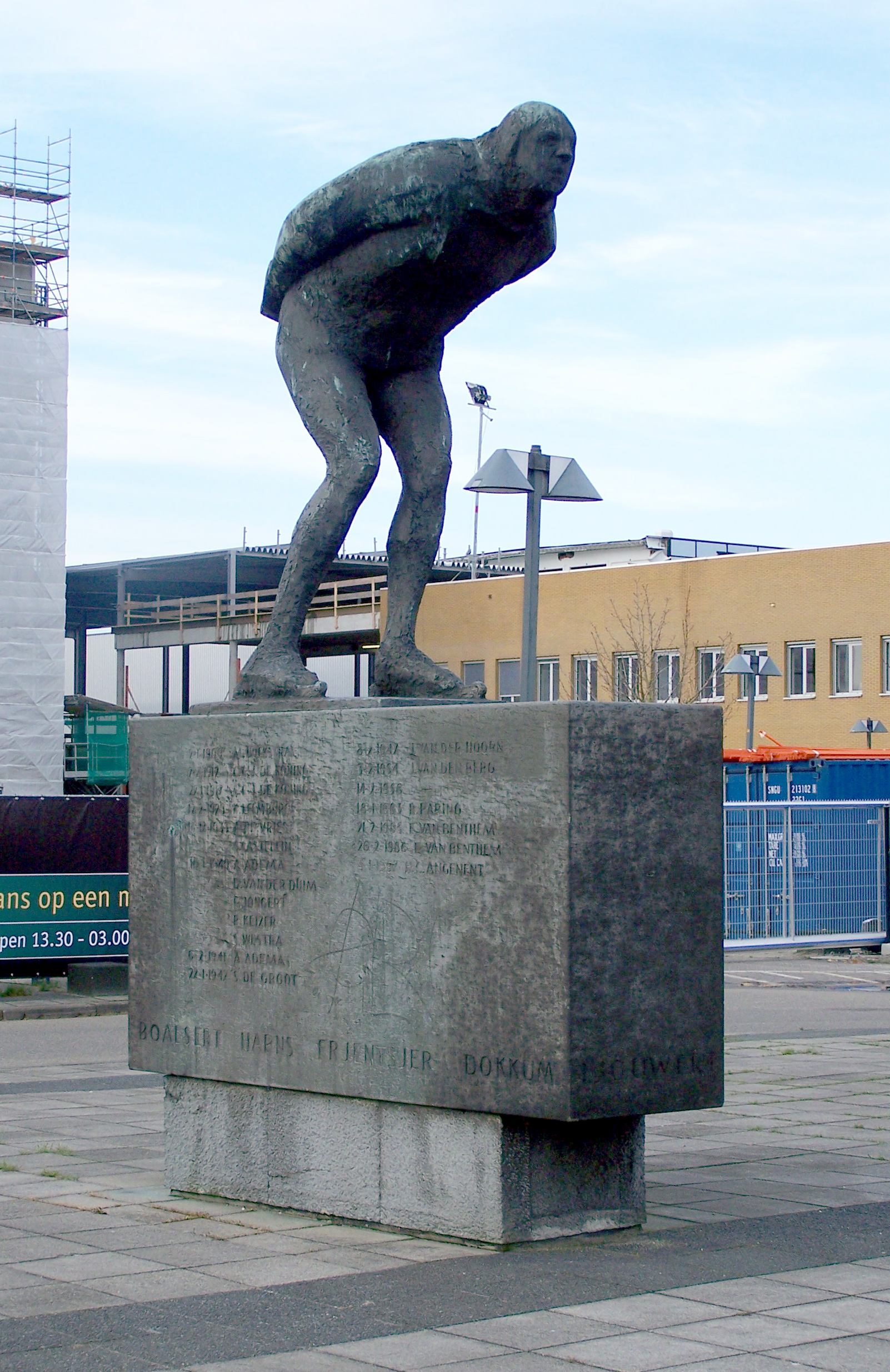
Patineur de l'Elfstedentocht, sculpture d'Auke Hettema à Leeuwarden, intitulée Elfstedenrijder. Les noms des onze villes et des gagnants sont gravés sur le piédestal.

L'Elfstedentocht (prononcé en néerlandais : [ɛl(ə)fˈsteːdə(n)tɔxt] ; en frison occidental : Alvestêdetocht, prononcé [ɔlvəˈstɛːdətɔχt] ; « Tour des onze villes ») est une course d'endurance en patinage de vitesse, en Frise, dans le nord des Pays-Bas, très populaire au niveau national. Reliant, comme son nom l'indique, les onze villes de Frise, sur une trajectoire de près de 200 kilomètres, l’Elfstedentocht est dans son genre le plus grand événement mondial.
S'il s'agit d'une compétition à laquelle prennent part des centaines de patineurs, des milliers d'autres se joignent à eux en tant qu'amateurs, à l'image du futur roi Willem-Alexander, qui prend part à l'édition de 1986. La course constitue aussi un moment de convivialité, avec de nombreux points d'arrêt accompagnés de festivités.

## Description
La course, qui fait une boucle de près de 200 km, se déroule sur les canaux, rivières et lacs gelés reliant les onze villes de Frise : Leeuwarden, Sneek, Ĳlst, Sloten, Stavoren, Hindeloopen, Workum, Bolsward, Harlingen, Franeker, Dokkum, puis Leeuwarden de nouveau. Cette course ne se tient qu'exceptionnellement, quand les hivers offrent des conditions suffisamment froides pour permettre le patinage sur la glace des rivières et des canaux. Comme la course attire environ 15 000 patineurs, cela nécessite une glace bien formée que seule permet une période assez longue de fortes gelées. Le règlement oblige désormais une épaisseur de glace de 15 cm sur toute la longueur du parcours et pendant toute la durée de la course. 

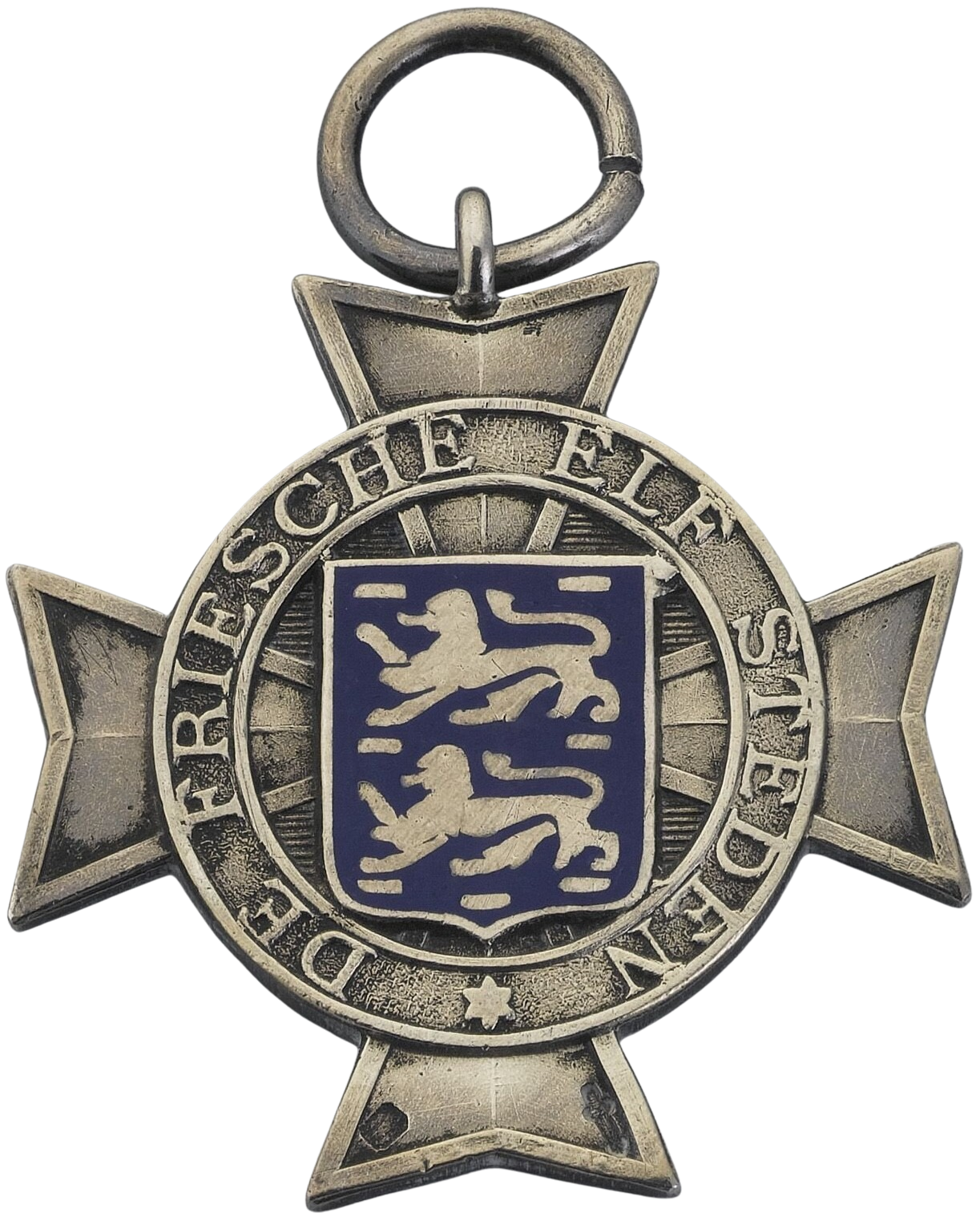
La médaille de l'Elfstedentocht (Elfstedenkruisje), remise par la Koninklijke Vereniging De Friesche Elf Steden aux participants qui, pour les compétiteurs, finissent en 120 % ou moins du temps du vainqueur, et pour les amateurs, qui finissent en une journée (arrivée avant minuit).

La dernière course remonte à 1997, ; elle se tient auparavant en moyenne une fois tous les 6 ou 7 ans. 1997 constitue la première année où est réalisée une implantation artificielle de glace sur quelques points du parcours. En dépit de cela, il reste toujours quelques endroits où la glace est trop mince pour la masse des patineurs, ou bien des obstacles se trouvant sur le parcours, tel un pont trop bas. Ces points, connus sous le nom de « points klunen » (du mot frison klúnje, signifiant marcher avec des patins), obligent les patineurs à marcher avec leurs patins pour les contourner. Lors de la dernière édition, l'organisation a dû aussi faire face à quelques sabotages par dépôt de sel sur des points du parcours par une organisation opposée à cette course, le  « Comité Elfsteden Nee ». Mais cela n'a pas affecté la très grande popularité de cette épreuve, véritable événement national aux Pays-Bas, popularité que sa rareté n'a fait que renforcer à travers tout le pays. Un jour avant la course, quand la tenue de celle-ci est officiellement annoncée, de nombreux Néerlandais se rendent à Leeuwarden, qui vit alors dans une atmosphère de fête, surtout la nuit précédant l'épreuve appelée la Nacht van Leeuwarden ou Nuit de Leeuwarden.
Les hivers souvent froids des Pays-Bas, avec les canaux et les lacs gelés, ont engendré une tradition du patin à glace. Quant à la tradition de patinage de vitesse, très forte dans ce pays, elle tire son origine de l'habitude ancestrale des habitants de se déplacer l'hiver sur la glace, mode de transport facile et peu onéreux. Le pays abrite aussi de nombreuses patinoires avec anneaux de vitesse. Le patinage de vitesse y a rang de sport national, apportant son lot de médailles à chaque édition des Jeux olympiques d'hiver. L'Elfstedentocht attire 15 000 patineurs amateurs qui s'élancent après les patineurs de compétition. Nombre de Néerlandais se rendent en Frise pour assister à la course, qui est retransmise en direct à la télévision nationale.
Terminer l'Elfstedentocht donne droit à une médaille, dont le port est autorisé sur les uniformes de l'armée néerlandaise. Pour recevoir la médaille, chaque participant doit faire tamponner sa carte dans les onze villes, ainsi qu'à trois points dits secrets dispersés le long du parcours, afin d'éviter que des participants ne relient les villes en voiture.

## Histoire

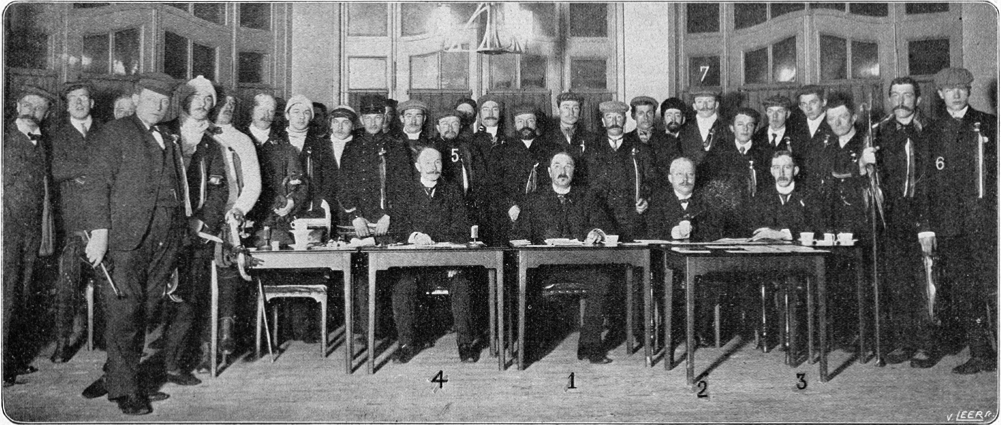
Les participants de la première édition de l'Elfstedentocht (1909).

L'Elfstedentocht était déjà une tradition frisonne quand, en 1890, Pim Mulier conçut l'idée d'une course organisée, qui se tint pour la première fois en 1909. Après cette course, une association, la Vereniging De Friesche Elf Steden, est créée pour s'occuper de son organisation.
En 1986, le prince Willem-Alexander y a participé, sous le pseudonyme W.A. van Buren, et a réussi à finir la course. Si sa présence n'est pas notifiée au public par avance, son arrivée dans chaque ville est chaleureusement remarquée. Ses parents, la reine Beatrix et le prince Claus, l'attendent à l'arrivée à Leeuwarden. Lors de son intronisation en 2013, il choisit de porter la médaille de l'Elfstedentocht aux côtés des autres décorations militaires et civiles des Pays-Bas,.
Très dépendantes des conditions climatiques, des 15 courses officielles organisées depuis 1909, trois se sont faites en période de dégel (>0 °C), quatre lors d'un gel léger (~0 °C), trois lors d'un gel modéré et cinq lors d'un gel important (< −10 °C). La course la plus terrible fut celle du 18 janvier 1963. Avec une température de −18 °C au départ et la Frise depuis 2 jours sous plus de 20 cm de neige, seulement 1 % des participants finirent la course, une violente tempête de neige s'étant déclarée en fin de journée.
L'Elfstedentocht n'a été courue que 15 fois depuis la première édition de 1909, rencontrant un succès croissant.
En raison du changement climatique, l'Elfstedentocht n'a plus été couru depuis 1997, et il est possible que la course n'ait plus lieu désormais.
Les conditions climatiques hivernales et le gel des canaux permettent d'envisager que la course ait lieu en février 2021. Mais les conditions sanitaires dues à la pandémie de Covid-19 créent la polémique et incitent l'association royale de la course des onze villes à renoncer à l'organisation de la course.

## Films
- Elfstedentocht de 1933.
- Elfstedentocht de 1942.
- Elfstedentocht de 1947.
- Elfstedentocht de 1954.

## Vainqueurs
| Année | Date        | Vainqueur                                                                                    | Ville                                        | Temps                        | Distance |
| ----- | ----------- | -------------------------------------------------------------------------------------------- | -------------------------------------------- | ---------------------------- | -------- |
| 1909  | 2 janvier   | Minne Hoekstra (nl)                                                                          | Wergea                                       | 13 h 50                      | 189      |
| 1912  | 7 février   | Coen de Koning (nl)                                                                          | Arnhem                                       | 11 h 40                      | 189      |
| 1917  | 27 janvier  | Coen de Koning                                                                               | Arnhem                                       | 9 h 53                       | 189      |
| 1929  | 12 février  | Karst Leemburg (nl)                                                                          | Leeuwarden                                   | 11 h 9                       | 191      |
| 1933  | 16 décembre | Abe de Vries (nl) Sipke Castelein (nl)                                                       | Dronryp Warten                               | 9 h 53                       | 195      |
| 1940  | 30 janvier  | Piet Keijzer (nl) Auke Adema (nl) Cor Jongert (nl) Dirk van der Duim (nl) Sjouke Westra (nl) | De Lier Franeker Alkmaar Wergea Warmenhuizen | 11 h 30                      | 198,5    |
| 1941  | 6 février   | Auke Adema (nl)                                                                              | Franeker                                     | 9 h 19                       | 198,5    |
| 1942  | 22 janvier  | Sietze de Groot (nl)                                                                         | Weidum                                       | 8 h 44                       | 198      |
| 1947  | 8 février   | Jan W. van der Hoorn (nl)                                                                    | Ter Aar                                      | 10 h 51                      | 191      |
| 1954  | 3 février   | Jeen van den Berg (en)                                                                       | Heerenveen                                   | 7 h 35                       | 198,5    |
| 1956  | 14 février  | aucun vainqueur officiel (*)                                                                 | aucun vainqueur officiel (*)                 | aucun vainqueur officiel (*) | 190,5    |
| 1963  | 18 janvier  | Reinier Paping (nl)                                                                          | Ommen                                        | 10 h 59                      | 196,5    |
| 1985  | 21 février  | Evert van Benthem (nl)                                                                       | Sint Jansklooster                            | 6 h 47                       | 196,8    |
| 1986  | 26 février  | Evert van Benthem                                                                            | Sint Jansklooster                            | 6 h 55                       | 199,3    |
| 1997  | 4 janvier   | Henk Angenent (en)                                                                           | Woubrugge                                    | 6 h 49                       | 199,6    |

(*) Après les victoires communes de 1933 et 1940, quand les hommes de tête décidèrent de ne pas disputer de sprint final mais de franchir ensemble la ligne d’arrivée en se tenant par les mains, le comité d'organisation décida d'interdire ces arrivées communes. Jan J. van der Hoorn (nl), Aad de Koning (nl), Jeen Nauta (nl), Maus Wijnhout (nl) et Anton Verhoeven (nl) ignoraient cependant cette nouvelle règle quand ils franchirent ensemble la ligne d'arrivée en 1956. Ils furent disqualifiés et personne ne fut déclaré vainqueur cette année-là.
Les femmes sont autorisées à participer à la compétition seulement depuis 1985. Auparavant, elles pouvaient seulement courir avec les amateurs, et aucun prix féminin n’était décerné. Une épreuve séparée pour les femmes serait prévue pour la prochaine édition. Les femmes qui ont franchi la ligne en première position furent : 
- 1985 : Lenie van der Hoorn
- 1986 : Tineke Dijkshoorn
- 1997 : Klasina Seinstra

## Le parcours
Ci-dessous le parcours de l'Elfstedentocht quand il est couru dans le sens des aiguilles d'une montre, comme en 1985, 1986 et 1997. Les distances entre les villes peuvent légèrement varier en fonction du tracé. Le kilométrage donné est celui de 1997.
- 0 km : Leeuwarden
- 22 km : Sneek
- 26 km : Ĳlsy (commune de Wymbritseradiel)
- 40 km : Sloten (commune de Gaasterlân-Sleat)
- 66 km : Stavoren (commune de Nijefurd)
- 77 km : Hindeloopen (commune de Nijefurd)
- 86 km : Workum (commune de Nijefurd)
- 99 km : Bolsward
- 116 km : Harlingen
- 129 km : Franeker (commune de Franekeradeel)
- 174 km : Dokkum (commune de Dongeradeel)
- 199 km : Leeuwarden

Ci-contre : parcours de l'Elfstedentocht (trait bleu foncé). Le nom des 11 villes à traverser est indiqué en souligné.

## Elfstedentochtalternatif
Depuis 1974, il existe un Elfstedentocht alternatif, tenu dans des pays où la présence de glace naturelle chaque année est plus certaine qu'aux Pays-Bas. La première alternative a eu lieu en Norvège en 1974, mais faute de glace l'année suivante, elle a été déplacée en Finlande en 1976. Ensuite, elle est passée par les États-Unis, le Canada et enfin la Pologne.
Depuis 1985, deux organisations rivales tiennent chacune une course par année. La première est en Finlande, à Kuopio ou à Oulu. L'autre se tenait d'abord en Pologne mais depuis 1987 est courue sur le lac Blanc (Weissensee) en Autriche.